# Wendy McNeill
Wendy McNeill (London, ? –) kanadai énekes, dalszerző, harmonikás. Amellett aktív képzőművész is.
Chilei anyától, brit apától Londonban született. Kisgyerekkorát Chilében töltötte.
| Wendy McNeill                             | Wendy McNeill                             |
| Kattints az alábbi külső linkek egyikére! | Kattints az alábbi külső linkek egyikére! |
| ----------------------------------------- | ----------------------------------------- |
| Nem található szabad kép.(?)              |                                           |
| külső link · jogvédett                    | Wendy McNeill                             |
| külső link · jogvédett                    | 2. kép                                    |

## Pályakép
Zenéje az amerikai népzenén alapuló alternatív indie pop jellegű progresszív zene. Dalainak zenei forrása a kanadai préri.
Dalszövegei többnyire bátor, ugyanakkor kiszolgáltatott személyekről szólnak a kabaré és a popzene hétköznapi szavaival. Önmagát kíséri harmonikával vagy gitárral. Gyakran lép fel vendégzenészekkel.
Turnézott filmekkel, tánc- és színházi produkciókkal Észak-Amerikában, Európában, Brazíliában és Japánban.
Svédországban él.

## Lemezek
- 1997: To Whom It May Concern
- 2000: What's Your Whiskey, Baby?
- 2004: Such A Common Bird
- 2006: The Wonder Show
- 2008: A Dreamers Guide To Hardcore Living
- 2011: For The Wolf, A Good Meal
- 2014: One Colour More
- 2018: Hunger Made You Brave